# Emblema

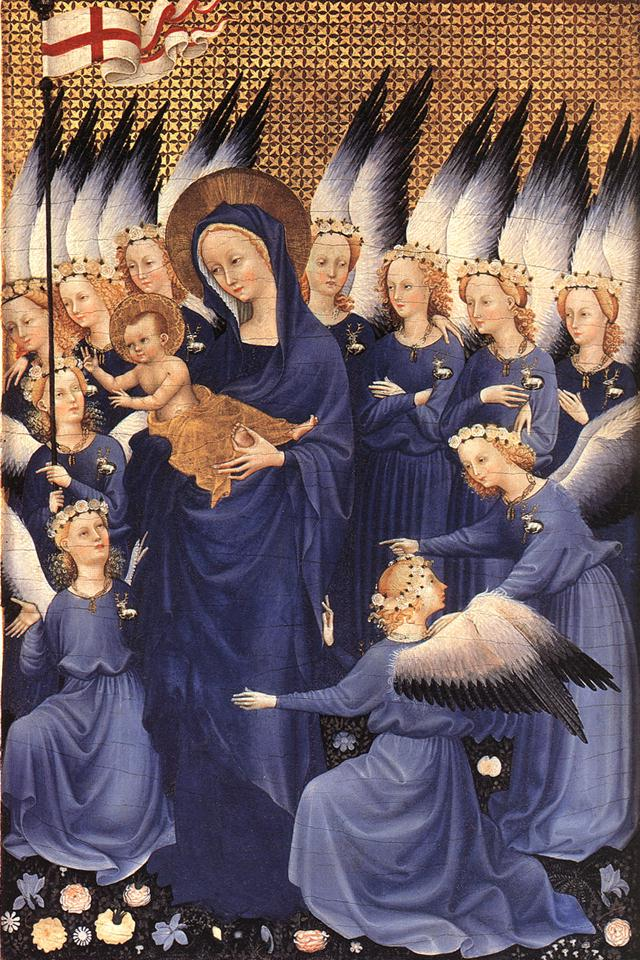
Cosa inusual, aquests àngels porten l'emblema del rei Ricard II d'Anglaterra, que va encarregar aquesta obra, el díptic de Wilton, al voltant del 1400

Un emblema és una imatge pictòrica, sigui abstracta o figurativa, que representa un concepte --una veritat o una al·legoria--, una persona, com un rei o un sant, o una entitat (pública o privada: un parlament, un partit polític, un institut de recerca...). En el darrer cas, quan l'entitat és una empresa comercial hom acostuma d'anomenar l'emblema logotip, terme que també s'usa a voltes, abusivament, per a designar tota mena d'emblemes.

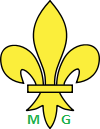
Emblema internacional de l'escoltisme

## Diferència entre emblemes i símbols
Les paraules emblema i símbol s'utilitzen sovint com a sinònims en converses habituals, sense que això causi confusió. Una distinció entre amdós sembla doncs innecessària. Nogensmenys, un emblema és un dibuix que representa una idea o un individu. Un emblema dona una forma concreta, visual a una cosa abstracta: una deïtat, una tribu o una nació, una virtut o un vici. Un emblema és un objecte o la representació d'un objecte.
Un símbol substitueix una cosa per una altra, d'una manera menys concreta: la Creu cristiana és un símbol de la Crucifixió, i alhora un emblema del sacrifici. Una creu roja en una bandera blanca és l'emblema de l'esperit humanitari. La Creu Roja és un símbol de la Creu Roja Internacional. La mitja lluna és un símbol de la Lluna i un emblema de l'islamisme. Aquests són exemples d'una imatge que pot ser alhora símbol i emblema. Un altre matís: la falç i el martell simbolitzen el comunisme (l'objectiu i el moviment); cada partit comunista presenta un disseny concret del símbol de la falç i el martell, el qual constitueix l'emblema del partit (i no pas el "logo").

## L'emblema com a tipus d'insígnia militar
En medis militars, l'emblema és el tipus d'insígnia que identifica un cos, arma o unitat; i també el tipus d'insígnia que identifica l'Estat, cos, arma o unitat del militar que el porta. En aquest sentit concret, el terme català emblema equival a l'anglès branch/arm/corps/unit insignia o branch/arm/corps/unit badge; a l'espanyol emblema o distintivo; al francès insigne d'arme/de corps/d'unité; a l'italià distintivo d'arma/di corpo/di unità; al portuguès emblema (d'arma o cos) i distintivo (d'unitat); al romanès semn (de armă) o emblemă (nacional-estatal); etc.

El sistema d'emblemes és el predominant des del segle xx, mentre que alguns exèrcits usen encara aplicacions de coll, a voltes combinades amb emblemes; tradicionalment, però, la pertinença a un cos o arma s'havia indicat pel color contrastant de coll, solapes, bocamànigues, etc., sistema que des de la segona meitat del segle xix s'havia simplificat en vius de color.

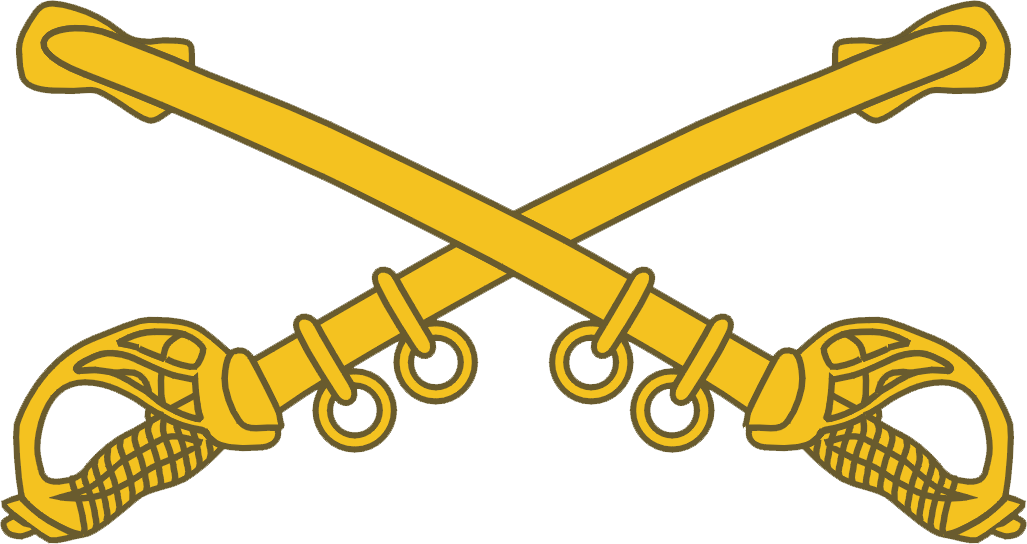
Emblema de coll de l'arma de Cavalleria dels EUA adoptat el 1851